# Maria von Wedemeyer Weller
Maria von Wedemeyer Weller   (Piaseczno, Gmina Trzcińsko-Zdrój, 23 d'abril de 1924 - Boston, 16 de novembre de 1977) va ser una informàtica nord-americana que va emigrar d'Alemanya als Estats Units després de la Segona Guerra Mundial. Era coneguda en el camp de la informàtica pel seu paper en el desenvolupament de la capacitat d'emulació. També va destacar per haver estat la promesa del teòleg protestant alemany i treballador de la Resistència Dietrich Bonhoeffer.